# Danilo Petrucci
Pour les articles homonymes, voir Petrucci.
Danilo Carlo Petrucci, né le 4 octobre 1990 à Terni, est un pilote de vitesse moto italien.

## Biographie

### 2012: Début en MotoGP

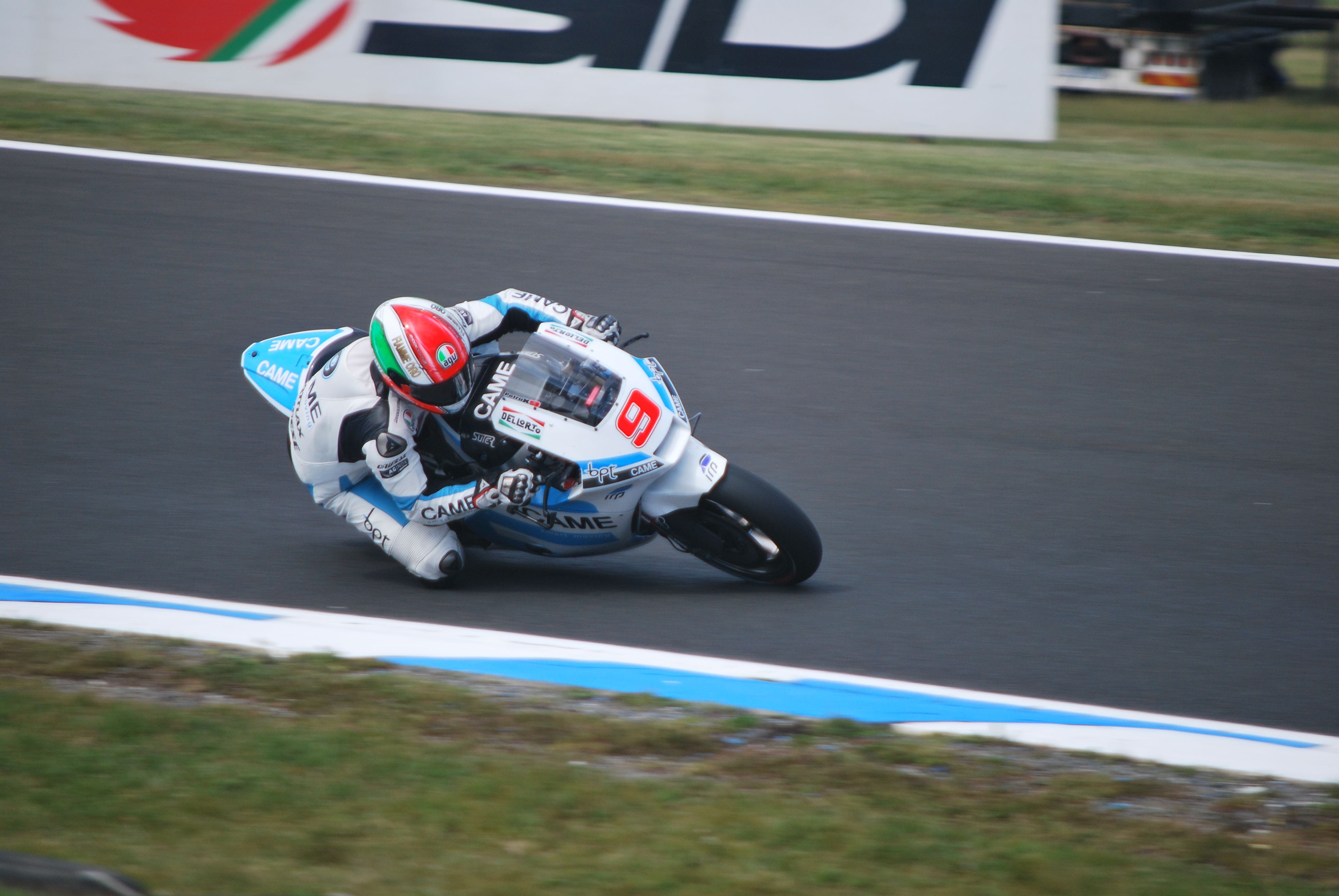
Danilo Petrucci

Il fait ses débuts en catégorie MotoGP en 2012 pour le Ioda Racing Team.

### 2015-2018: Transfert chez Pramac Racing
En 2015 il rejoint le team OCTO Pramac Racing, où il y restera quatre saisons. 
Lors de la saison 2017, il monte à quatre reprises sur le podium (Italie, Pays-Bas, Saint-Martin et au Japon).

### 2019-2020: Arrivée chez Ducati, Première Victoire en MotoGP
Pour la saison 2019, il remplace Jorge Lorenzo chez  Mission Ducati Winnow et dispose donc d'une machine officielle aux côtés d'Andréa Dovizioso.
Il obtient son premier podium avec l'équipe au Grand Prix de France au Mans, terminant troisième derrière son coéquipier.
Le dimanche 2 juin 2019, lors du grand prix MotoGP au Mugello en Italie, il gagne sa toute première course dans la catégorie MotoGP. Il devance son coéquipier et compatriote Andréa Dovizioso et l'espagnol Marc Márquez. 15 jours plus tard, il signe son troisième podium consécutifs avec l'écurie à Barcelone. La suite de sa saison est plus délicate, avec une absence de nouveaux podiums et une unique quatrième place pour meilleur résultat en Allemagne. Il termine la saison 2019 à la sixième place du championnat et 176 points inscrits. 
Peu avant le début de la saison 2020, alors que le championnat reste en suspens en raison de la pandémie de Covid-19, Ducati annonce son remplacement par Jack Miller pour la saison 2021, les performances de ce dernier lors de la deuxième moitié de saison 2019 ayant été jugées plus solides que celles de l'italien par l'équipe Ducati. 
Le 25 juin 2020, Petrucci signe dans le Team  Red Bull KTM Tech3 pour 2021 avec Iker Lecuona.
Le début de saison 2020 de Petrucci se révèle très compliqué avec une septième place pour meilleur résultat au bout de 8 courses. 
Le 11 octobre 2020, alors que la pluie s'invite sur le Grand Prix de France, Petrucci, parti de la première ligne s'impose devant Alex Marquez et Pol Espargaro, remportant sa deuxième victoire en MotoGP et devenant le 7e vainqueur différents en 2020.
En Janvier 2022, il participe au Rallye Dakar qu'il termine à la 90e place et en y remportant une victoire d'étape.
Il réintègre ponctuellement l'équipe Ducati en MotoGP à l'occasion du Grand Prix de France 2023 en remplacement d'Enea Bastianini, blessé.

## Résultats en championnats

### Résumé de sa carrière avant son arrivée en MotoGP
| Saison | Catégorie                              | nom d'écurie                | Moto     | Courses | Pôles | Victoires | Points | Classement final |
| 2007   | Championnat européen de Superstock 600 | Imperiale Moto              | Yamaha   | 3       | 0     | 0         | 8      | 27e              |
| 2008   | Championnat européen de Superstock 600 | Team Trasimeno              | Yamaha   | 9       | 2     | 0         | 83     | 7e               |
| 2009   | Championnat européen de Superstock 600 | Yamaha Italia Jr. Trasimeno | Yamaha   | 10      | 4     | 3         | 146    | 4e               |
| 2010   | Coupe Superstock 1000                  | Team Pedercini              | Kawasaki | 10      | 0     | 0         | 63     | 9e               |
| 2011   | Coupe Superstock 1000                  | Barni Racing Team           | Ducati   | 10      | 6     | 4         | 169    | 2e               |

Les résultats Superstock 600 et 1000 proviennent du site WorldSBK.com

### Résultats en Championnats du monde de vitesse moto depuis ses débuts en 2012

#### Par saison
(Mise à jour après le Grand Prix moto de France 2023)
| Saison | Catégorie | Moto       | Course | Victoire | Podium | Pôle | Record du tour | Points | Classement final |
| ------ | --------- | ---------- | ------ | -------- | ------ | ---- | -------------- | ------ | ---------------- |
| 2012   | MotoGP    | Ioda       | 18     | 0        | 0      | 0    | 0              | 27     | 19e              |
| 2012   | MotoGP    | Ioda Suter | 18     | 0        | 0      | 0    | 0              | 27     | 19e              |
| 2013   | MotoGP    | Ioda Suter | 18     | 0        | 0      | 0    | 0              | 26     | 17e              |
| 2014   | MotoGP    | ART        | 14     | 0        | 0      | 0    | 0              | 17     | 20e              |
| 2015   | MotoGP    | Ducati     | 18     | 0        | 1      | 0    | 0              | 113    | 10e              |
| 2016   | MotoGP    | Ducati     | 14     | 0        | 0      | 0    | 1              | 75     | 14e              |
| 2017   | MotoGP    | Ducati     | 18     | 0        | 4      | 0    | 0              | 124    | 8e               |
| 2018   | MotoGP    | Ducati     | 18     | 0        | 1      | 0    | 1              | 144    | 8e               |
| 2019   | MotoGP    | Ducati     | 19     | 1        | 3      | 0    | 0              | 176    | 6e               |
| 2020   | MotoGP    | Ducati     | 14     | 1        | 1      | 0    | 0              | 78     | 12e              |
| 2021   | MotoGP    | KTM        | 18     | 0        | 0      | 0    | 0              | 37     | 21e              |
| 2022   | MotoGP    | Suzuki     | 1      | 0        | 0      | 0    | 0              | 0      | 30e              |
| 2023   | MotoGP    | Ducati     | 1      | 0        | 0      | 0    | 0              | 5      | 22e              |
| Total  |           |            | 171    | 2        | 10     | 0    | 2              | 822    |                  |

* Saison en cours.

#### Par catégorie
(Mise à jour après le Grand Prix moto de France 2023)
| Catégorie | Saisons | 1er GP   | 1er Podium | 1re Victoire | Course | Victoire | Podiums | Pole | Record du tour | Points | Titre |
| --------- | ------- | -------- | ---------- | ------------ | ------ | -------- | ------- | ---- | -------------- | ------ | ----- |
| MotoGP    | 2012-   | QAT 2012 | GBR 2015   | ITA 2019     | 171    | 2        | 10      | 0    | 2              | 822    | 0     |
| Total     | 2012-   |          |            |              | 171    | 2        | 10      | 0    | 2              | 822    | 0     |

#### Courses par année
| Année | Catégorie | Moto       | 1       | 2       | 3       | 4       | 5       | 6      | 7       | 8       | 9       | 10      | 11      | 12      | 13      | 14      | 15      | 16      | 17      | 18     | 19      | Classement final | Points |   |
| ----- | --------- | ---------- | ------- | ------- | ------- | ------- | ------- | ------ | ------- | ------- | ------- | ------- | ------- | ------- | ------- | ------- | ------- | ------- | ------- | ------ | ------- | ---------------- | ------ | - |
| 2012  | MotoGP    | Ioda       | QAT Ab. | SPA 13  | POR 15  | FRA Ab. | CAT 19  | GBR 17 | NED 11  | GER 17  | ITA Ab. | USA Ab. | IND Ab. | CZE 17  |         |         |         |         |         |        |         | 19e              | 27     |   |
| 2012  | MotoGP    | Ioda Suter |         |         |         |         |         |        |         |         |         |         |         |         | RSM 14  | ARA 17  | JPN Ab. | MAL 11  | AUS 13  | VAL 8  |         | 19e              | 27     |   |
| 2013  | MotoGP    | Ioda Suter | QAT Ab. | AME Ab. | SPA 14  | FRA 14  | ITA 12  | CAT 11 | NED 16  | GER 14  | USA 13  | IND 17  | CZE 13  | GBR 15  | RSM 15  | ARA Ab. | MAL 16  | AUS 15  | JPN 18  | VAL 14 |         | 17e              | 26     |   |
| 2014  | MotoGP    | ART        | QAT 14  | AME 17  | ARG Ab. | SPA DNS | FRA     | ITA    | CAT     | NED 15  | GER 15  | IND Ab. | CZE Ab. | GBR 18  | RSM Ab. | ARA 11  | JPN Ab. | AUS 12  | MAL Ab. | VAL 12 |         | 20e              | 17     |   |
| 2015  | MotoGP    | Ducati     | QAT 12  | AME 10  | ARG 11  | SPA 12  | FRA 10  | ITA 9  | CAT 9   | NED 11  | GER 9   | IND 10  | CZE 10  | GBR 2   | RSM 6   | ARA Ab. | JPN Ab. | AUS 12  | MAL 6   | VAL 10 |         | 10e              | 113    |   |
| 2016  | MotoGP    | Ducati     | QAT DNS | ARG     | AME     | SPA     | FRA 7   | ITA 8  | CAT 9   | NED Ab. | GER Ab. | AUT 11  | CZE 7   | GBR 9   | RSM 11  | ARA 17  | JPN 8   | AUS 9   | MAL 10  | VAL 12 |         | 14e              | 75     |   |
| 2017  | MotoGP    | Ducati     | QAT Ab. | ARG 7   | AME 8   | SPA 7   | FRA Ab. | ITA 3  | CAT Ab. | NED 2   | GER 12  | CZE 7   | AUT Ab. | GBR Ab. | RSM 2   | ARA 20  | JPN 3   | AUS 21  | MAL 6   | VAL 13 |         | 8e               | 124    |   |
| 2018  | MotoGP    | Ducati     | QAT 5   | ARG 10  | AME 12  | SPA 4   | FRA 2   | ITA 7  | CAT 8   | NED Ab. | GER 4   | CZE 6   | AUT 5   | GBR C   | RSM 11  | ARA 7   | THA 9   | JPN 9   | AUS 12  | MAL 9  | VAL Ab. | 8e               | 144    |   |
| 2019  | MotoGP    | Ducati     | QAT 6   | ARG 6   | AME 6   | SPA 5   | FRA 3   | ITA 1  | CAT 3   | NED 6   | GER 4   | CZE 8   | AUT 9   | GBR 7   | RSM 10  | ARA 12  | THA 9   | JPN 9   | AUS Ab. | MAL 9  | VAL Ab. | 6e               | 176    |   |
| 2020  | MotoGP    | Ducati     | SPA 9   | AND Ab. | CZE 12  | AUT 7   | STY 11  | RSM 16 | EMR 10  | CAT 8   | FRA 1   | ARA 15  | TER 10  | EUR 10  | VAL 15  | POR 16  |         |         |         |        |         | 12e              | 78     |   |
| 2021  | MotoGP    | KTM        | QAT Ab. | DOA 19  | POR 13  | ESP 14  | FRA 5   | ITA 9  | CAT Ab. | GER Ab. | NED 13  | STY 18  | AUT 12  | GBR 10  | ARA 15  | RSM 16  | AME 18  | EMR Ab. | ALG Ab. | VAL 18 |         | 21e              | 37     |   |
| 2023  | MotoGP    | Ducati     | POR     | ARG     | AME     | SPA     | FRA 11  | ITA    | GER     | NED     | GBR     | AUT     | CAT     | RSM     | IND     | JPN     | INA     | AUS     | THA     | MAL    | QAT     | VAL              | 28e    | 5 |

Système d’attribution des points
| Position | 1er | 2e | 3e | 4e | 5e | 6e | 7e | 8e | 9e | 10e | 11e | 12e | 13e | 14e | 15e |
| Points   | 25  | 20 | 16 | 13 | 11 | 10 | 9  | 8  | 7  | 6   | 5   | 4   | 3   | 2   | 1   |

| Couleur | Résultat                     |
| ------- | ---------------------------- |
| Or      | Vainqueur                    |
| Argent  | 2e place                     |
| Bronze  | 3e place                     |
| Vert    | Terminé, dans les points     |
| Bleu    | Terminé, pas dans les points |
| Violet  | Abandon (Ab.) ou (Ret)       |
| Violet  | Non classé (NC)              |
| Rouge   | Pas qualifié (DNQ)           |
| Noir    | Disqualifié (DSQ)            |
| Blanc   | Pas au départ (DNS)          |
| Blanc   | Forfait (WD)                 |
| Blanc   | N'a pas participé (DNP)      |
| Blanc   | Blessé (INJ)                 |
| Blanc   | Exclu (EX)                   |
| Blanc   | Course annulée (C)           |

## Palmarès

### Victoires en MotoGP: 2
| Année | Lieu du Grand Prix        | Circuit            | Ville   |
| ----- | ------------------------- | ------------------ | ------- |
| 2019  | Grand Prix moto d'Italie  | Circuit du Mugello | Mugello |
| 2020  | Grand Prix moto de France | Circuit Bugatti    | Le Mans |